# Bryum lycopodioides
Bryum lycopodioides là một loài rêu trong họ Bryaceae. Loài này được Sw. ex Brid. mô tả khoa học đầu tiên năm 1803.